# Titularbistum Thasbalta
Thasbalta war eine antike Stadt in der römischen Provinz Byzacena bzw. Africa proconsularis in der Sahelregion von Tunesien.
Thasbalta (ital.: Tasbalta) ist ein ehemaliges Bistum der römisch-katholischen Kirche und heute ein Titularbistum (lat. Dioecesis Thasbaltensis)
| Titularbischöfe von Thasbalta |                            |                                                                  |                   |                   |
| Nr.                           | Name                       | Amt                                                              | von               | bis               |
| 1                             | Valfredo Bernardo Tepe OFM | Weihbischof in São Salvador da Bahia (Brasilien)                 | 13. Februar 1967  | 14. Januar 1971   |
| 2                             | Jan Gurda                  | Weihbischof in Kielce (Polen)                                    | 7. Januar 1972    | 16. Januar 1993   |
| 3                             | Álvaro Raúl Jarro Tobos    | Militärbischof des kolumbianischen Militärordinariat (Kolumbien) | 24. Juni 1997     | 7. März 1998      |
| 4                             | Štefan Vrablec             | Weihbischof in Bratislava (Slowakei)                             | 19. Juni 1998     | 1. September 2017 |
| 5                             | Gustavo Oscar Carrara      | Weihbischof in Buenos Aires (Argentinien)                        | 20. November 2017 | 21. November 2024 |